# Kickflip

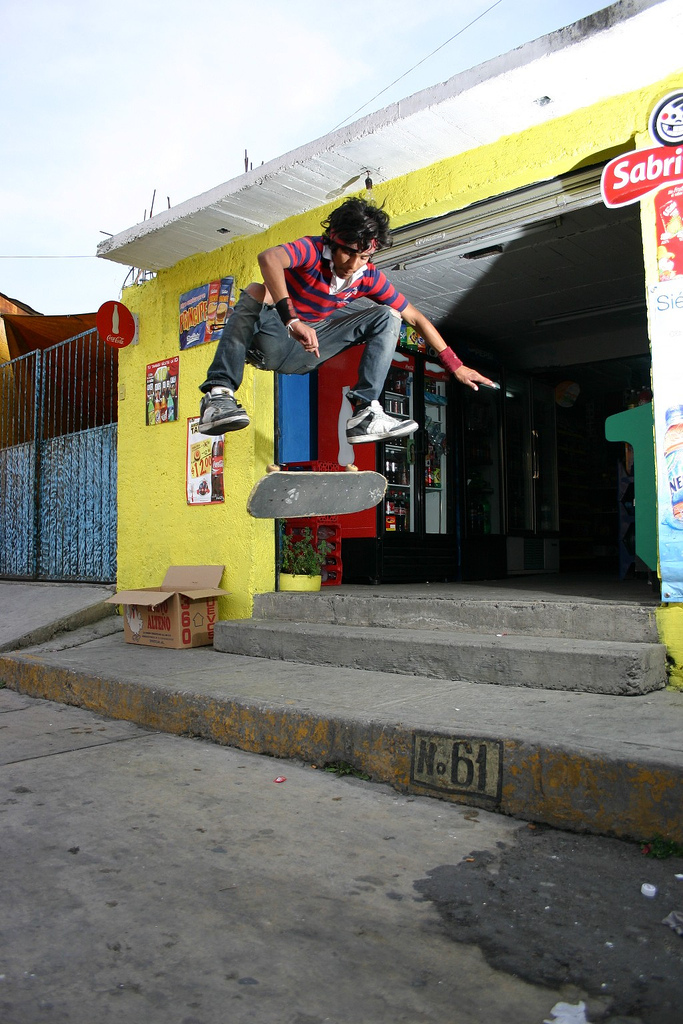
Kickflip.

O kickflip é uma manobra em que o skatista chuta o skate no concave do nose (Parte dianteira do skate) com o pé da frente fazendo dar um volta completa, existem variações como Double Kickflip e Triple Kickflip em que o skate da 2 ou 3 voltas. O skatista estadunidense de street Rodney Mullen foi o criador dessa manobra.